# Мария Каролина Австрийская (1801—1832)
Мария Каролина Фердинанда Терезия Жозефина Деметрия Австрийская (нем. Maria Karoline Ferdinande Theresia Josephine Demetria von Österreich; 8 апреля 1801, Вена — 22 мая 1832, Дрезден) — эрцгерцогиня Австрии и в замужестве принцесса Саксонии. Дочь императора Франца II и его второй супруги Марии Терезы Бурбон-Неаполитанской. Получила своё имя в честь сестры, умершей в младенчестве.
В 1819 году вышла замуж за племянника короля Саксонии Фридриха Августа, будущего короля Саксонии. Брак продлился 13 лет и остался бездетным. Принцесса умерла в 31 год и была погребена в католической придворной церкви в Дрездене. Спустя год Фридрих Август женился на Марии Анне Баварской.